# Julius Wolff
Julius Wolff   (Nimega, 18 d'abril de 1882 - Bergen-Belsen, 8 de febrer de 1945) va ser un matemàtic neerlandès.

## Vida i Obra
Després de fer els estudis secundaris a Arnhem, Wolff va estudiar matemàtiques i física a la universitat d'Amsterdam, on es va doctorar el 1908 amb una tesi dirigida per Diederik Korteweg. Des del 1907 fins al 1917 va ensenyar a escoles secundàries de Meppel, Middelburg i Amsterdam. El 1917 va ser nomenat professor de càlcul diferencial, teoria de funcions i àlgebra superior a la universitat de Groningen i el 1922 a la universitat d'Utrecht. El 1941, en ser ocupats els Països Baixos per l'exèrcit nazi va ser acomiadat pel fet de ser jueu i va iniciar un període penúries per a ell i la seva família, que va culminar amb la seva detenció el 1943 al camp de concentració de Westerbork i la seva deportació el 1944 al camp de Bergen-Belsen, on va morir el 1945 amb la seva dona i un dels seus fills.

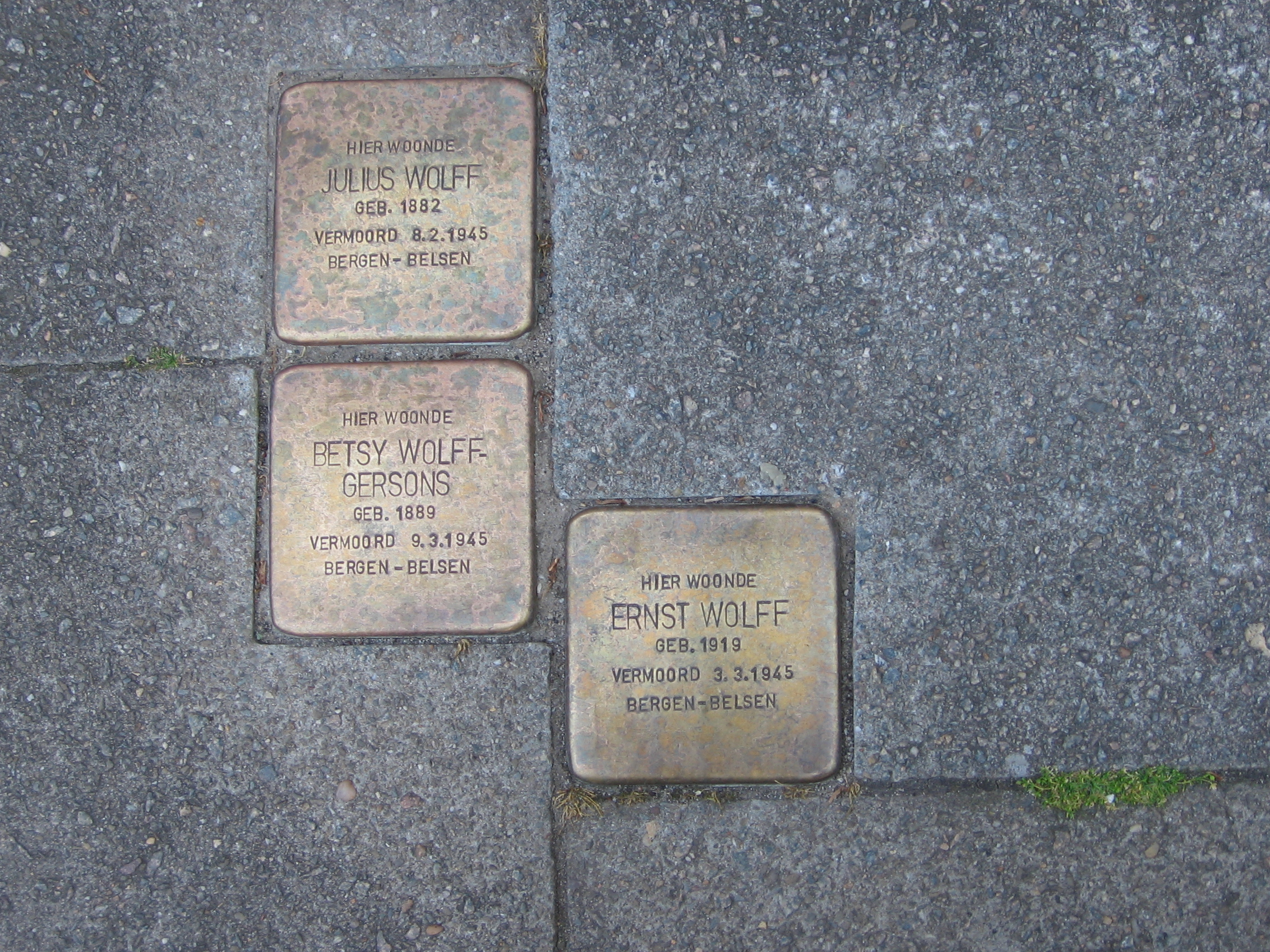
Stolpersteine de la família Wolff a la vorera, davant de la que havia estat la seva casa a Utrecht.

Després del seu acomiadament va viure a Amsterdam on va col·laborar amb Otto Blumenthal que havia aconseguit un permís el 1939, fugint dels nazis, per donar classes particulars als alumnes de la universitat de Delft.
Wolff és conegut pel teorema de Denjoy-Wolff (1926) i per la seva versió límit del lema de Schwarz (1926). També és conegut per haver estat un dels iniciadors de les polémiques sobre la utilització del principi del tercer exclòs i sobre l'existència d'influencies subjectives a les matemàtiques.